# اچ‌ام‌ای‌اس کوک
اچ‌ام‌ای‌اس کوک (به انگلیسی: HMAS Cook) یک کشتی بود. این کشتی در سال ۱۹۷۷ ساخته شد.